# Phygadeuon nigrifemur
Phygadeuon nigrifemur là một loài tò vò trong họ Ichneumonidae.